# 구미 도리사 목조아미타여래좌상
구미 도리사 목조아미타여래좌상(龜尾 桃李寺 木造阿彌陀如來坐像)은 대한민국 경상북도 구미시 해평면, 도리사에 있는 불상이다. 1995년 12월 1일 경상북도의 문화재자료 제314호로 지정되었다.

## 개요
도리사(桃李寺)는 경상북도 구미시 해평면 태조산에 위치한 사찰로, 정확한 창건연대는 알 수 없으나 신라 최초의 사찰이라 전해진다.
전해오는 이야기에 의하면 불교 전파를 위해 서라벌에 다녀오던 아도(阿道)가 한겨울에 복숭아꽃과 오얏꽃이 핀 것을 보고 이 곳에 절을 짓고 꽃이름을 따 도리사라 하였다고 한다.
이곳의 극락전에 모셔져 있는 아미타여래상은 전체 높이 129cm이며 조선시대 불상 양식을 띠고 있다.

## 참고 자료
- 도리사목조아미타여래좌상 - 국가유산청 국가유산포털